# War Angel LP
War Angel LP é a sétima mixtape do rapper nova-iorquino 50 Cent. Ela foi lançada em 16 de junho de 2009 através do site Thisis50.com para um download livre.

## Faixas
| #  | Faixa                                       | Duração |
| -- | ------------------------------------------- | ------- |
| 1  | "I Line Niggas"                             | 2:13    |
| 2  | "Talking In Codes"                          | 3:07    |
| 3  | "Ok, You're Right" (prod. por Dr. Dre)      | 3:07    |
| 4  | "Redrum (Murder)"                           | 3:06    |
| 5  | "C.R.E.A.M. 2009" (prod. por Digga)         | 3:04    |
| 6  | "I'll Do Anything" (prod. por Phonix Beats) | 3:12    |
| 7  | "London Girl"                               | 3:21    |
| 8  | "Better Come On Your A Game"                | 2:24    |
| 9  | "Get The Message"                           | 2:50    |
| 10 | "Cocaine" (feat. Robin Thicke)              | 2:41    |
| 11 | "I Gotta Win"                               | 3:00    |
| 12 | "Outro"                                     | 0:47    |